# Centropogon hartwegii
Centropogon hartwegii är en klockväxtart som först beskrevs av George Bentham, och fick sitt nu gällande namn av George Bentham, Joseph Dalton Hooker och Benjamin Daydon Jackson. Centropogon hartwegii ingår i släktet Centropogon och familjen klockväxter. Inga underarter finns listade i Catalogue of Life.